# Hanuš Berka
Hanuš Berka (* 15. Dezember 1941 in Prag; † 14. April 1978 in München) war ein tschechoslowakischer  Jazzmusiker (Tenor- und Sopransaxophon, Flöte, Piano).

## Leben
Berka, dessen Vater Mitglied des Philharmonieorchesters der Stadt Prag war, erhielt bereits mit fünf Jahren klassischen Klavierunterricht. Später lernte Berka auch noch Gitarre, Klarinette, Saxophon und Flöte zu spielen. Nach dem Studium am Prager Konservatorium wurde er 1964 auf dem Deutschen Amateur-Jazz-Festival als bester Tenorsaxophonist ausgezeichnet. 1966 wirkte er als Arrangeur für den Sänger Karel Gott und verbrachte ein Jahr in Las Vegas. In Prag gehörte er zum Traditional Jazz Studio und spielte zusammen mit Jan Hammer und Miroslav Vitouš. Ende der 1960er-Jahre war er musikalischer Leiter der deutschen Version des Musicals Hair, in der die Prager Beat-Band The Matadors auftrat. Beim Jazzfestival Oslo führte er seine Jazzmesse auf, für die er eine Auszeichnung erhielt.
Anfang der 1970er-Jahre gründete er in München, zusammen mit Jiří Matoušek und Otto Bezloja, die Band Emergency, bei der zunächst auch Dusko Goykovich und Udo Lindenberg spielten. Zwei LPs mit bläserlastigem Jazzrock nahm Emergency für CBS auf, ehe sie sich auflöste. Für das Brain-Label entstanden unter Leitung von Berka zwischen 1973 und 1975 in veränderter Besetzung drei weitere Alben der Gruppe. Berka war als Studiomusiker auch für Tiger B. Smith, Ken Rhodes, Donna Summer, Marsha Hunt und Heidelinde Weis tätig und spielte weiterhin in der Munich Big Band von Dusko Goykovich. Er starb an den Folgen eines Autounfalls.

## Diskographische Hinweise
- Traditional Jazz Studio Trrad Trrad (1967)
- Emergency (1971)
- Emergency Get Out to the Country (1973)